# Llibre dels tornejos
El Tractat de la forma i condicions de com es fa un torneig anomenat comunament el Llibre dels tornejos és una obra redactada per René d'Anjou als anys 1460 i del qual es conserva el manuscrit original il·lustrat a la Biblioteca Nacional de França. Les seves il·lustracions, que no utilitzen la tècnica de la il·luminació tradicional, són atribuïdes a Barthélemy d'Eyck.

## El Text
El llibre compila els costums dels tornejos de cavalleria a França, Alemanya, Flandes i Brabant imaginant un nou ritual d'organització i d'escenificació. El text dedica més atenció als preparatius que al combat mateix. Contràriament a una simple lluita, el torneig consisteix en l'afrontament entre dos grups de cavallers. René d'Anjou pren l'exemple d'un torneig imaginari entre el cercle del Duc de Bretanya com a apel·lant i el del Duc de Borbó com defensiu.
El text és abundantment dens i constitueix el major èxit literat del rei René en tant que escriptor. Escrit en una època en què la cavalleria començava el seu declivi, marca una certa nostàlgia d'aquest període dels grans tornejos. L'obra està dedicada a Carles IV del Maine, germà de René.

## Història del manuscrit
Durant molt de temps, el manuscrit ha estat vist com la successió directa de la sèrie de tornejos organitzats per la cort d'Anjou a Nancy, Saumur i Tarascó entre 1440 i 1445. Però diversos elements empenyen a retardar la data de redacció del manuscrit. El text al·ludeix moltes vegades a un altre tractat de torneig, el Tractat dels antics i nous tornejos escrit per Antoine de La Sale el 1459 i que va ser objecte de diverses crítiques. D'altra banda, entre els emblemes de Borbó utilitzats a les il·lustracions, es troben els dos gossos blancs, que havien desaparegut els anys 1420 i reapareixen per iniciativa de Joan II de Borbó el 1457. Finalment, la filigrana del paper mostra que aquest data probablement dels anys 1450-1460 i en ús a Angers en aquesta època. Segons Marc-Édouard Gautier, el manuscrit ha estat sens dubte redactat al començament del sojorn del rei René a Anjou cap a 1462-1469. Un inventari dels béns del castell d'Angers el 1471-1472 esmenta "un dossier de paper voluminós, que és el començament d'un torneig", que podria ser aquest manuscrit o una còpia parcial.
Llavors, el manuscrit pertany a Maria de Luxemburg (1462-1546). A continuació va estar en possessió de Louis Nicolas Fouquet, comte de Vaux i fill de Nicolas Fouquet fins a la seva mort el 1705, després va ser de Lluís Francesc de Borbó-Conti i finalment del bibliòfil Louis-César de La Baume Le Blanc de La Vallière. Aquest el va vendre el 1766 a Lluís XV i l'obra va passar a la biblioteca del rei..

## Adjudicació de les il·lustracions
Diversos elements han permès atribuir el manuscrit al pintor de René d'Anjou, Barthélemy d'Eyck. Els tipus físics dels personatges i la seva postura els acosta fortament a les miniatures d'El Llibre del cor d'amor enamorat actualment conservat a Viena. S'hi troben també els mateixos jocs d'ombra i de llum i l'ús del clarobscur. Ara bé el "Mestre del cor d'amor enamorat" s'ha identificat amb Barthélemy d'Eyck. D'altra banda, l'heràldica imaginària present a les il·lustracions recorden directament la que estava en ús als Països Baixos a la mateixa època, regió d'origen del pintor. La composició de les escenes, a vegades realitzades a doble pàgina, recorda les escenes del manuscrit de La Théséide de Viena i podria, per tant, haver estat dibuixada poc després d'aquest manuscrit.